# Michel Pollentier
Michel Pollentier (nacido el 13 de febrero de 1951 en Diksmuide) fue un ciclista belga, profesional entre los años 1973 y 1984, durante los cuales logró 89 victorias.
Como amateur, Pollentier llegó a conseguir 20 victorias entre los años 1971 y 1972, incluyendo el Subcampeonato y el Campeonato de Bélgica en contrarreloj por equipos.
Pollentier fue un buen escalador y un excelente corredor en competiciones de un día. El mayor logro de su carrera deportiva fue el triunfo en el Giro de Italia 1977.
En la Vuelta a España, fue 2.º en 1982, 3.º en 1979 y 6.º en 1977.
En el Tour de Francia, fue 7.º en 1974 y 1976.

## Palmarés
| 1974 - 1 etapa del Tour de Francia 1975 - 1 etapa del Tour de Francia - 1 etapa de la Dauphiné Libéré - 1 etapa de la Vuelta a Bélgica 1976 - 1 etapa del Tour de Francia - 3 etapas de la Vuelta a Suiza - Escalada a Montjuich, más 1 etapa - Vuelta a Bélgica, más 1 etapa - Trofeo Baracchi - Stadsprijs Geraardsbergen 1977 - Campeonato de Bélgica en Ruta - Giro de Italia , más 1 etapa - Vuelta a Suiza, más 4 etapas - 1 etapa de la Vuelta a España | 1978 - Campeonato de Bélgica en Ruta - Dauphiné Libéré, más 2 etapas - Escalada a Montjuich, más 2 etapas - 2 etapas de la Vuelta a Suiza - 1 etapa del Circuito Franco-Belga - Vuelta a Mallorca, más 2 etapas 1979 - 3.º en la Vuelta a España 1980 - Tour de Flandes - Flecha Brabançona 1982 - 2.º en la Vuelta a España 1984 - 1 etapa de la Vuelta a España |

## Resultados

### Grandes Vueltas
| Carrera | Carrera         | 1973 | 1974 | 1975 | 1976 | 1977 | 1978 | 1979 | 1980 | 1981 | 1982 | 1983 | 1984 |
| ------- | --------------- | ---- | ---- | ---- | ---- | ---- | ---- | ---- | ---- | ---- | ---- | ---- | ---- |
|         | Giro de Italia  | —    | —    | —    | —    | 1º   | —    | —    | —    | —    | —    | —    | —    |
|         | Tour de Francia | 34.º | 7.º  | 23.º | 7.º  | —    | Exp. | Ab.  | Ab.  | Ab.  | —    | —    | —    |
|         | Vuelta a España | —    | —    | —    | —    | 6.º  | —    | 3.º  | 26.º | —    | 2.º  | —    | 13.º |

### Vueltas menores
| Carrera | Carrera                | 1973 | 1974 | 1975 | 1976 | 1977 | 1978 | 1979 | 1980 | 1981 | 1982 | 1983 | 1984 |
| ------- | ---------------------- | ---- | ---- | ---- | ---- | ---- | ---- | ---- | ---- | ---- | ---- | ---- | ---- |
|         | París-Niza             | —    | —    | 18.º | 40.º | 37.º | —    | —    | —    | 51.º | 24.º | —    | —    |
|         | Tirreno-Adriático      | —    | —    | —    | —    | —    | 5.º  | 7.º  | 8.º  | —    | —    | —    | —    |
|         | Volta a Cataluña       | —    | —    | —    | —    | —    | —    | Ab.  | —    | —    | 44.º | —    | —    |
|         | Tour de Romandía       | 3.º  | —    | 18.º | —    | —    | —    | —    | —    | —    | —    | —    | —    |
|         | Critérium del Dauphiné | 18.º | 57.º | 21.º | —    | —    | 1.º  | —    | —    | —    | —    | —    | —    |
|         | Vuelta a Suiza         | —    | —    | —    | 2.º  | 1.º  | 8.º  | 17.º | —    | 60.º | —    | 68.º | Ab.  |

### Clásicas, Campeonatos y JJ. OO.
| Carrera                | Carrera                | 1973 | 1974 | 1975 | 1976 | 1977 | 1978 | 1979 | 1980 | 1981 | 1982 | 1983 | 1984 |
| ---------------------- | ---------------------- | ---- | ---- | ---- | ---- | ---- | ---- | ---- | ---- | ---- | ---- | ---- | ---- |
| Omloop Het Nieuwsblad  | Omloop Het Nieuwsblad  | —    | 33.º | 68.º | —    | 22.º | 22.º | 5.º  | 28.º | —    | 60.º | 66.º | —    |
| Kuurne-Bruselas-Kuurne | Kuurne-Bruselas-Kuurne | —    | 30.º | 6.º  | —    | —    | 40.º | —    | —    | —    | 29.º | —    | —    |
|                        | Milan San Remo         | —    | —    | 61.º | 44.º | —    | 76.º | 14.º | 30.º | —    | —    | 53.º | —    |
| E3 Harelbeke           | E3 Harelbeke           | —    | —    | —    | —    | —    | 15.º | 3.º  | 21.º | 15.º | —    | —    | —    |
| Gante-Wevelgem         | Gante-Wevelgem         | —    | —    | 10.º | —    | —    | 10.º | —    | 55.º | 13.º | —    | —    | 96.º |
|                        | Tour de Flandes        | —    | —    | 27.º | 43.º | 5.º  | 2.º  | —    | 1.º  | —    | 4.º  | 7.º  | —    |
| Scheldeprijs           | Scheldeprijs           | 21.º | —    | 14.º | 19.º | —    | —    | —    | —    | —    | —    | —    | —    |
|                        | París-Roubaix          | —    | —    | —    | 33.º | 19.º | —    | —    | —    | —    | —    | —    | —    |
| Flecha Brabanzona      | Flecha Brabanzona      | —    | 20.º | 2.º  | 19.º | —    | 6.º  | 4.º  | 1.º  | —    | —    | —    | —    |
| Amstel Gold Race       | Amstel Gold Race       | —    | 20.º | 5.º  | 21.º | 34.º | —    | —    | 13.º | —    | —    | —    | —    |
| Flecha Valona          | Flecha Valona          | —    | —    | 31.º | —    | 15.º | 5.º  | —    | —    | 49.º | —    | 7.º  | —    |
|                        | Lieja-Bastoña-Lieja    | —    | 21.º | 13.º | 11.º | 8.º  | 13.º | 7.º  | —    | —    | 21.º | 31.º | —    |
| París-Tours            | París-Tours            | 9.º  | —    | 60.º | 38.º | —    | —    | 19.º | —    | —    | —    | —    | —    |
|                        | Giro de Lombardía      | 11.º | —    | —    | —    | —    | 10.º | —    | —    | —    | —    | —    | —    |
| Mundial en Ruta        | Mundial en Ruta        | —    | —    | Ab.  | 51.º | —    | —    | 18.º | Ab.  | —    | 6.º  | Ab.  | —    |
| Bélgica en Ruta        | Bélgica en Ruta        | 21.º | 27.º | —    | —    | 1.º  | 1.º  | —    | 5.º  | —    | —    | —    | 25.º |

## Reconocimientos
- Mendrisio de Oro (1977)

## Equipos
- Flandria (1973-1978)
- Splendor (1979-1980)
- Vermeer-Thijs (1981)
- Safir (1982-1984)

- Datos: Q559288
- Multimedia: Michel Pollentier / Q559288